# جديسلاف باولاك
جديسلاف باولاك (بالبولندية: Zdzisław Pawlak)‏ هو عالم حاسوب ورياضياتي بولندي، ولد في 10 نوفمبر 1926 في وودج في بولندا، وتوفي في 7 أبريل 2006 في وارسو في بولندا.